# Маят, Александр Сергеевич
Александр Сергеевич Маят (1906—1971) — советский конструктор оружия и сельхозмашин; член-корреспондент ВАСХНИЛ, доктор технических наук.

## Биография
Окончил Московскую сельскохозяйственную академию имени К. А. Тимирязева (1930).
- 1930—1935 — инженер, старший инженер и руководителем группы ВНИИ с.-х. машиностроения (ВИСХОМ).
- 1935—1941 — зам. начальника и начальник конструкторско-экспериментального отдела, главный конструктор Люберецкого завода с.-х. машин имени А. В. Ухтомского.
- 1941—1943 — главный конструктор, главный инженер завода № 222 Наркомтанкопрома, выпускавшего танковые огнемёты.
- 1943—1948 — главный конструктор, главный инженер, директор завода с.-х. машин им. Ухтомского.
- 1948—1954 — зам. директора, с 1951 директор ВИСХОМ.
- 1954—1962 — заместитель министра сельского хозяйства РСФСР.
- 1962—1965 — заместитель министра производства и заготовок с.-х. продуктов РСФСР.
- 1965—1967 — заместитель председателя Научно-технического совета МСХ СССР.
- 1967—1970 — заместитель академика-секретаря Отделения механизации и электрификации ВАСХНИЛ.
- 1970—1971 — Председатель Совета по проблеме «Комплексная механизация уборочных работ в сельском хозяйстве» ВАСХНИЛ.

Один из создателей танковых огнемётов АТО-41 и АТО-42 (1942—1943).
Участник разработки и внедрения в производство коноплеуборочных машин КР-2, КР-2,7 и ЖВК-2, северного зерноуборочного комбайна СКАГ-5А, зерновых сноповязок 3С-1,8 и ЖВ-1,8, косилок для уборки трав К-1,4 и К-2,1, льноуборочного комбайна ЛК-7, льнотеребилки ЛТ-7.
Доктор технических наук (1967), член-корреспондент ВАСХНИЛ (1970). Скончался в 1971 году в Москве. Похоронен на Даниловском кладбище, участок 3.

## Сочинения
- Льнотеребилка ЛТ-7. — М.: Сельхозгиз, 1939. — 170 с.
- Тракторные льнотеребилки. — М.: Сельхозгиз, 1948. — 214 с.
- Раздельная уборка зерновых культур / Соавт.: В. П. Мыларщиков и др. — 2-е доп. изд. — М.: Сельхозгиз, 1958. — 125 с.

## Награды и премии
- Сталинская премия второй степени (1948) — за создание льноуборочного комбайна «ЛК-7».
- Два ордена Трудового Красного Знамени (1943, 1957).
- Большая серебряная медаль ВСХВ (1940).
- Золотая медаль ВСХВ (1957).
- Золотая медаль ВДНХ (1965).